# 아츄타

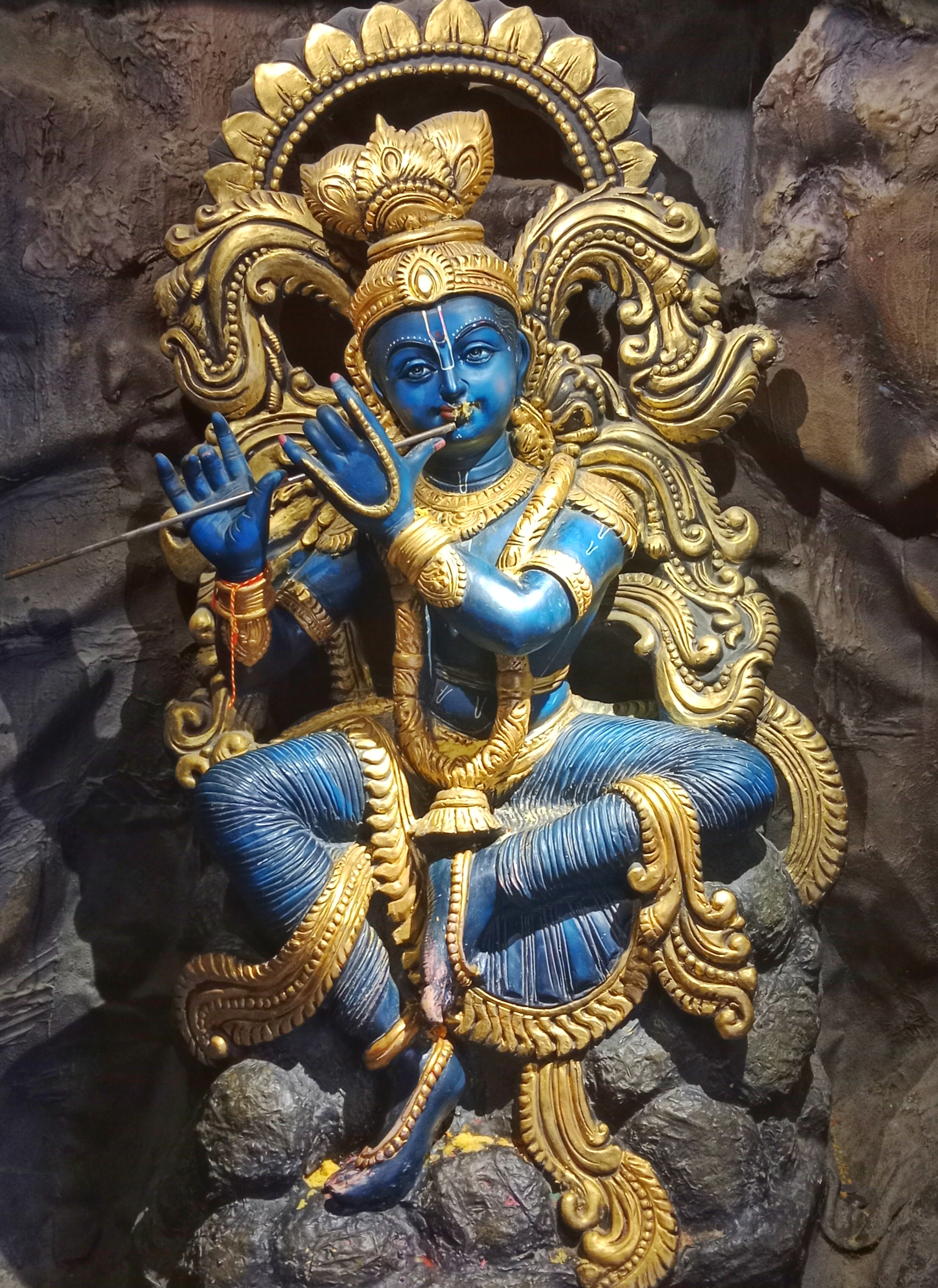
브린다반에 있는 스리 프리야칸트 주 사원의 아츄타(크리슈나)

아츄타( IAST : Acyuta ; transl. "무류한 자" )는 힌두교에서 비슈누의 별명이며 비슈누 사하스라나마에서 100번째 및 318번째 이름으로 나타난다. 또한 바가바드 기타에서 크리슈나의 개인적인 이름으로 자주 사용된다. 아디 샹카라의 비슈누 1000개의 이름에 대한 해설에 따르면, 아츄타는 "본래의 본성과 힘을 결코 잃지 않는 사람"을 의미한다. 그 이름은 또한 "이동할 수 없다", "변함이 없다"라는 의미이므로, 이러한 의미는 "출생으로 시작하여 여섯 개의 변형이 없는 사람"을 위해 사용된다.

## 문학
- 아르주나가 말했다: "오 무오한 분(아츄타)이시여, 여기 있는 사람들이 싸우고 싶어하는 것을 볼 수 있도록, 그리고 이 위대한 무기의 시련에서 제가 누구와 싸워야 하는지 알 수 있도록 두 군대 사이에 제 전차를 세워 주십시오." (바가바드 기타 1장 21-22절)
- 아르주나가 말했다: "나는 당신의 영광을 알지 못한 채 당신을 내 친구로 생각하면서 당신에게 "오 크리슈나", "오 야다바", "오 나의 친구"라고 경솔하게 말했습니다. 제가 미친 짓이나 사랑으로 행한 모든 일을 용서해 주십시오. 나는 우리가 긴장을 풀 때, 같은 침대에 누울 때, 함께 앉거나 식사할 때, 때로는 혼자서, 때로는 많은 친구들 앞에서 농담으로 여러 번 당신에게 불명예를 돌렸습니다. 오 무류하신 분(아츄타)이시여, 그 모든 죄를 용서해 주십시오." (바가바드 기타, 11장, 41-42절)
- 아르주나가 말했다. "오 아츄타이시여, 당신의 은총을 통해 제가 기억(지식)을 얻었으니 저의 망상은 파괴되었습니다. 저는 의심이 해소된 채 굳건히 서 있습니다. 저는 당신의 말씀에 따라 행동하겠습니다." (바가바드 기타, 18장 73절)

## 같이 보기
- 바수데바-크리슈나